# Cosson
Der Cosson ist ein Fluss in Frankreich, der in der Region Centre-Val de Loire verläuft. Er entspringt in der Sologne, im Gemeindegebiet von Vannes-sur-Cosson, aus dem Étang de la Ramellière. Der Fluss entwässert generell in westlicher Richtung und mündet nach rund 95 Kilometern bei Candé-sur-Beuvron als rechter Nebenfluss in den Beuvron, knapp vor dessen Einmündung in die Loire.
Auf seinem Weg durchquert der Cosson die Départements Loiret und Loir-et-Cher.

## Orte am Fluss
- Vannes-sur-Cosson
- La Ferté-Saint-Aubin
- Ligny-le-Ribault
- Chambord
- Vineuil
- Blois
- Saint-Gervais-la-Forêt
- Candé-sur-Beuvron